# Upper Stondon
Upper Stondon är en by i civil parish Stondon, i distriktet Central Bedfordshire, i grevskapet Bedfordshire i England. Byn är belägen 22 km från Bedford. Upper Stondon var en civil parish fram till 1985 när blev den en del av Stondon. Civil parish hade 79 invånare år 1961.